# Wiktor Iljitsch Kotschedamow
Wiktor Iljitsch Kotschedamow (russisch Виктор Ильич Кочедамов; * 21. Apriljul. / 4. Mai 1912greg. in Omsk; † 21. Januar 1971 in Leningrad) war ein sowjetischer Architekt, Historiker und Hochschullehrer.

## Leben
Kotschedamow, Sohn eines kaufmännischen Angestellten, begann nach dem Besuch der siebenjährigen Schule 1927 das Studium am Wrubel-Kunst-Gewerbe-Technikum Omsk in der Architektur-Abteilung. Das Technikum galt als  sibirische Schule des Konstruktivismus. 1929–1930 absolvierte er das Praktikum als Vorarbeiter beim Bau des Elektrokombinats in Ust-Abakan. Nach dem Studiumabschluss wurde er 1931 dem Industriebauprojekt in Saratow zugeteilt. Er entwickelte erste Projekte für die Bedürfnisse Stalingrads.
Ab 1932 arbeitete Kotschedamow in Stalingrad und wurde Oberarchitekt im Regionsprojektierungsinstitut Kraiprogor. Er projektierte mehr als 24 Bauten, die er selbst oder mit anderen in Stalingrad realisierte. Es waren meistens Wohngebäude und Schulen im Stil des Konstruktivismus in den Wohnvierteln des Stalingrader Traktorenwerks und des Stahlwerks Roter Oktober. Er baute einen neuen Flussbahnhof an der Wolga, einen Wohnhauskomplex mit bis zu 6 Stockwerken am Wolgaufer (mit Igor Tkatschenko), das Holzbau-Restaurant Shanghai nach Art einer Pagode an der Einmündung der Zariza in die Wolga, ein Verwaltungs- und Wohngebäude (mit I. P. Iwaschtschenko), das Hotel Intourist (mit Andrei Belogrud) und das Hotel Bolschaja Stalingradskaja (mit F. N. Djuschenko). Er entwickelte ein großzügiges Projekt zur Stadtsanierung am Wolgaufer mit Paradetreppe und Stalin-Skulptur, das nicht vollständig realisiert wurde. Der größte Teil der von Kotschedamow entworfenen Bauten wurde während der Schlacht von Stalingrad zerstört. Den Wohnhauskomplex an der Wolga baute Israil Fialko 1949 wieder auf.
Ab 1935 studierte Kotschedamow in der Architektur-Fakultät des Leningrader Instituts für Malerei, Bildhauerei und Architektur (LISchSA), das aus der Kaiserlichen Akademie der Künste entstanden war. Zu seinen Lehrern gehörten Sergei Serafimow, Oskar Munz, Grigori Kotow, Alexander Nikolski, Jewgeni Katonin und Lew Twerskoi. Ab dem dritten Jahreskurs wurden die Studenten den Werkstätten Lew Rudnews, Iossif Langbards, Noi Trozkis und dessen  Nachfolgers Igor Fomin zugeteilt.
Als während des letzten Studienjahrs der Deutsch-Sowjetische Krieg begann, meldete sich Kotschedamow mit seinen Kommilitonen beim Militärkommissariat. Am 4. Juli 1941 kam er in das Sappeur-Bataillon der Wassiljewski-Insel-Volksopoltschenije-Schützendivision, das in der Leningrader Front des blockierten Leningrads bei Krasnoje Selo eingesetzt wurde. Am 20. Oktober 1941 wurden die Studenten zur Anfertigung ihrer Diplomprojekte in Leningrad zurückgerufen, die sie am 6. Dezember 1941 verteidigten. Kotschedamow hatte in Rudnews Werkstatt als Bibliotheksgebäude ein Hochhaus entworfen, das von der Prüfungskommission als ausgezeichnet bewertet wurde. (Das Projekt wurde 1982 auf der Ausstellung zum 225. Jahrestag der Gründung der Russischen Kunstakademie gezeigt.) Kotschedamow wurde wie auch die anderen Studenten mit Auszeichnung Aspirant und wurde Anfang 1942 mit den Lehrern und anderen Aspiranten aus dem blockierten Leningrad nach Zentralasien evakuiert. Unterwegs erkrankte er infolge der Unterernährung, sodass er in Omsk ins Krankenhaus kam. Erst nach mehreren Wochen kam er zu seinen Kollegen nach Samarkand. Er wurde 1942 Mitglied des Architektenverbands der UdSSR und war später zeitweise Vorstandsmitglied.
In Usbekistan studierte Kotschedamow für seine Dissertation die Architektur-Natur-Landschaft und als wichtigste Objekte der städtischen Umwelt die Gartenwasserbecken in Samarkand und Buchara. Auch studierte er die heimatkundliche Literatur und andere Quellen zur Architektur- und Städtebaugeschichte Zentralasiens. In Samarkand lernte er seine künftige Ehefrau Alexandra Machrowskaja kennen, die in der Architektur-Fakultät des evakuierten LISchSA studierte.

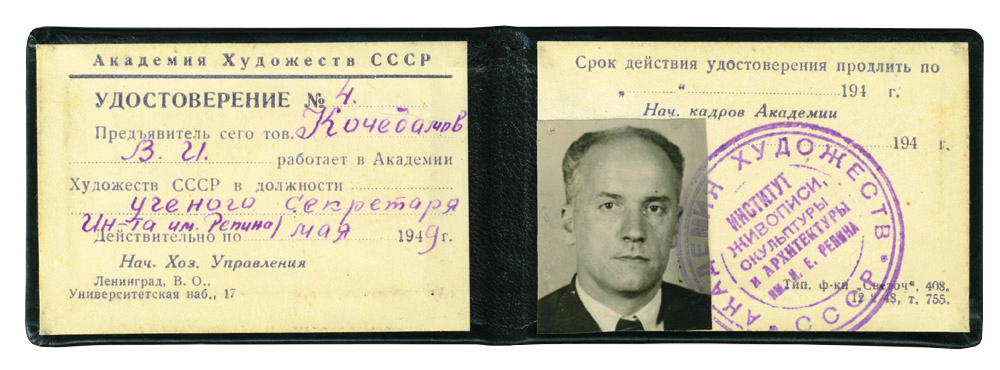
Kotschedamows Dienstausweis 1949

Im Februar 1944 verließ Kotschedamow Samarkand und ging mit den Aspiranten und Lehrern der LISchSA-Architektur-Fakultät nach Sagorsk, wo im Dreifaltigkeitskloster ein Wohnheim eingerichtet wurde. Bereits im Mai 1944 kehrte das gesamte LISchSA nach Leningrad zurück. Kotschedamow lehrte nun dort als Assistent und wurde Dozent am Lehrstuhl für Architektur-Projektierung. Als Einziger seiner Aspirantengruppe vollendete er seine Dissertation und verteidigte sie mit Erfolg, sodass er 1947 zum Kandidaten der Architektur promoviert wurde. 1949 wurde er Dekan der Architektur-Fakultät. Die Ernennung zum Professor erfolgte 1966. Auch leitete er die von Jewgeni Lewinson übernommene Studienwerkstatt. Er war nie Mitglied der KPdSU.
Seit 1950 erforschte Kotschedamow die Städtebau-Geschichte und -Vorgeschichte Leningrads/St. Petersburgs und veröffentlichte seine Ergebnisse in mehreren Monografien. Ein Schwerpunkt war die Festung Nyenschanz. Ab 1960 studierte er die Stadtentwicklung in Sibirien. Er veröffentlichte Artikel über den Bau der Stadt Tjumen, die ersten russischen Siedlungen in Russisch-Amerika, die Stadt Mangaseja, die Holzfestung Jakutsk am Ende des 17. Jahrhunderts, die russische Festung Albasino am Amur, den Bau Kjachtas im 18. und 19. Jahrhundert und den Irkutsker Architekten Anton Lossew. Seine Forschungsergebnisse fasste er in seiner Doktor-Dissertation für die Promotion zum Doktor der Architektur zusammen. Die Verteidigung seiner Dissertation war ihm durch seinen frühen Tod nicht mehr möglich.
Kotschedamow starb am 21. Januar 1971 in Leningrad und wurde auf dem Bogoslowskoje-Friedhof begraben.
Kotschedamows Enkel Wiktor Naumow digitalisierte 2013–2015 Kotschedamows persönliches und wissenschaftliches Archiv, worauf eine Doppel-DVD erschien.
Zum 100. Geburtstag Kotschedamows fand 2012 die Allrussische Konferenz über theoretische und angewandte Forschung im Bereich Architektur, Kunst, Design und Medientechnologie in Omsk statt. Im August 2022 wurde im Rahmen des XI. Internationalen Architektur-Festivals EkoBereg in Wolgograd anlässlich des 110. Geburtstags Kotschedamows eine Konferenz über städtebauliche Umwandlung und Entwicklung städtischer Uferbereiche durchgeführt.

## Ehrungen, Preise
- Medaille „Für die Verteidigung Leningrads“
- Medaille „Für heldenmütige Arbeit im Großen Vaterländischen Krieg 1941–1945“
- Medaille „Zum 250-jährigen Jubiläum Leningrads“
- Medaille „50 Jahre Streitkräfte der UdSSR“
- Medaille „20. Jahrestag des Sieges im Großen Vaterländischen Krieg 1941–1945“
- Jubiläumsmedaille „Zum Gedenken an den 100. Geburtstag von Wladimir Iljitsch Lenin“